# デュフェイカラー

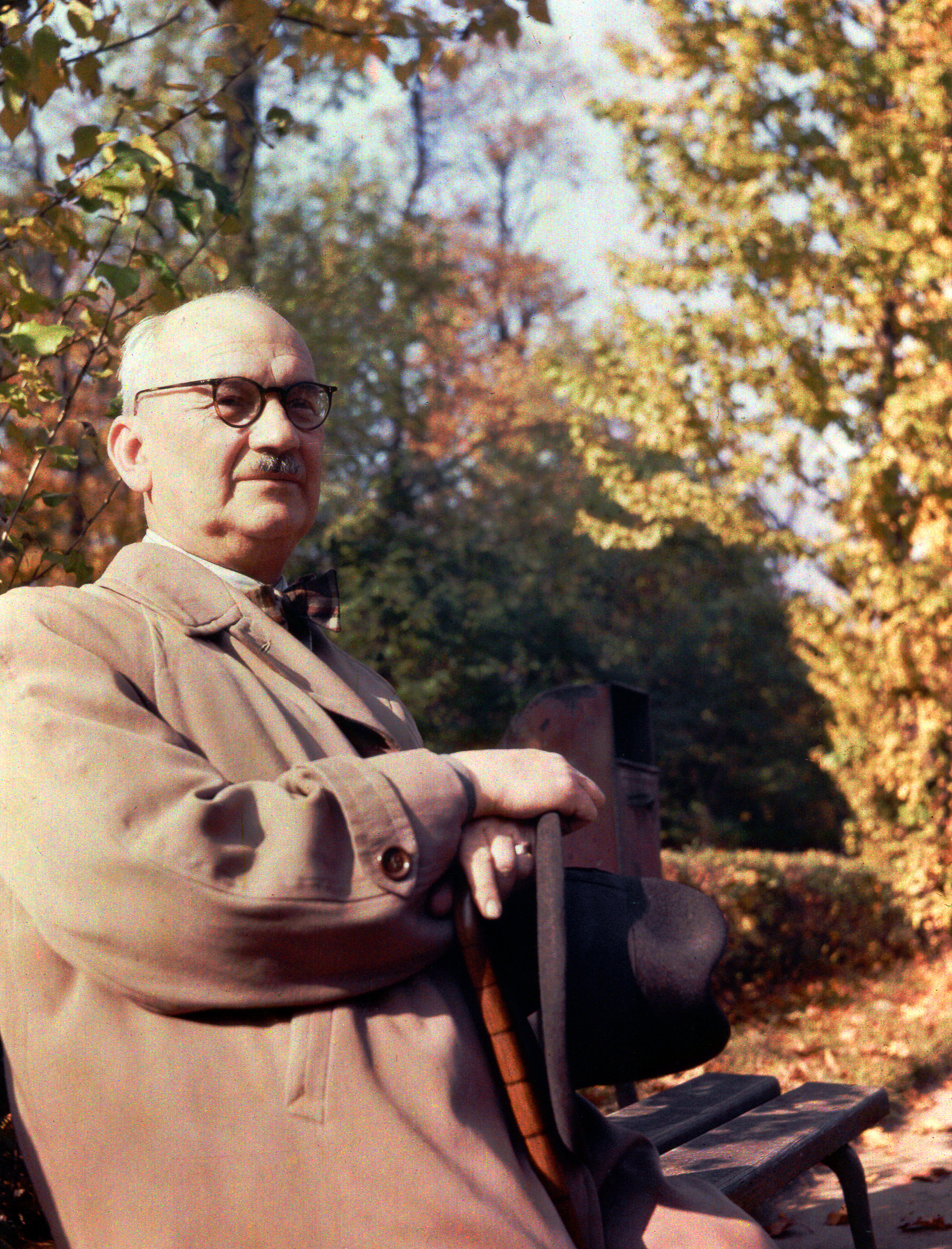
自宅で現像したDufaycolor6x6cm透明度、1956

デュフェイカラー (英: Dufaycolor) は、1932年に映画用、1935年にスチール写真用に導入された、英国初期の加法混色写真フィルムプロセスである。

## 解説
1909年にフランスで発売されたルイ・デュフェイのカラー写真用ガラスベース製品「ディオプティクローム・プレート」から派生したものである。ディオプティクロームもデュフェイカラーも、原理的にはオートクロームと同じだが、オートクロームがデンプンの粒をランダムに並べていたのに対し、デュフェイカラーは規則正しい幾何学模様に並んだ小さなカラーフィルターの層で結果を出している。デュフェイカラーフィルムの製造は1950年代後半に終了した。

## プロセス
1860年代後半にルイ・デュコ・デュ・オロンが特許を取得し発表した、小さなカラーフィルターのモザイクを通して撮影した白黒写真で自然の色を再現するアイデアは、当時の写真材料の色感が不完全だったため、当時は実用的ではありなかった。1894年にジョン・ジョリーが独自に再発明し、商品化を試みたが、このアイデアに基づく最初の成功品であるオートクロームプレートが市場に出たのは1907年になってからであった。その後、ルイ・デュフェイのディオプティクローム版など、モザイクカラー版の競合製品が登場したが、オートクロームプレートは圧倒的な人気を誇っていた。1931年、デュフェイカラーが発売される少し前に、オートクロームのフィルム版が発売された。

これらのプレートとフィルムは、カラーモザイク層の製造方法とそのパターンや細かさに大きな違いがあるだけである。オートクロームのモザイクは、染めたジャガイモのデンプンの粒をランダムに並べたもので、顕微鏡でないと一つ一つ見えないほど小さい。競合製品の多くは、この時代に考案され特許を取得したさまざまな方法によって、より粗い幾何学模様を形成していた。デュフェイカラーのフィルター層は幾何学模様でありながら、独自の製法により、非常に細かいモザイク模様になっている。

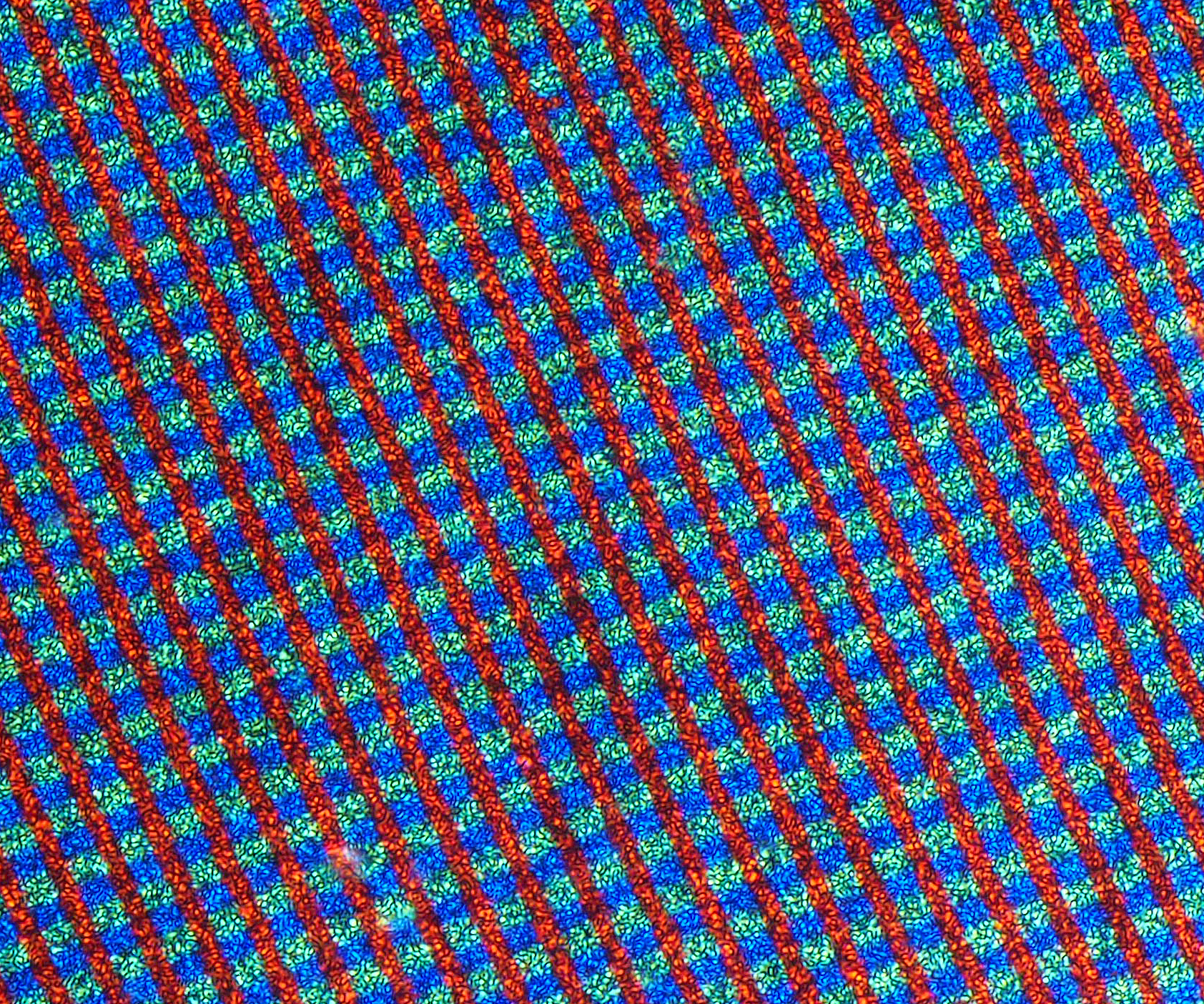
Dufaycolor透明度のベースに埋め込まれたカラーフィルターレイヤー（réseau）のクローズアップ

フィルムの片面に薄く塗られたコロジオンを青く染め、撥水性のある油性インクで細い線を間隔をあけて印刷し、漂白した。その後、透明な部分を緑色に染めた。そのインクを除去し、青と緑の線に対して90度の角度で新たなインクの線を印刷した。その結果、赤い線の間に緑と青の四角が交互に並ぶ、1平方インチあたり約100万個のカラーフィルター素子からなる「レゾー」と呼ばれるカラーフィルターモザイクができあがった。ごく初期には、赤の代わりに緑や青の線を使い、他の色と斜めに交差させるなど、同じ色でも異なる配置が用いられていた。最後にインクを落とし、絶縁ニスを塗った後、フィルムベースの同じ面にパンクロマチック白黒写真乳剤を塗布した。ベースとレゾーを通して光を当てると、各色要素の後ろの乳剤のビットが、その時点でフィルムに当たったその原色の光量だけを記録する。
デュフェイカラーは通常、元のフィルムにネガではなく、最終的なポジ画像を生成するために処理されるリバーサルフィルムであった。静止画の場合は、ダイアポジティブまたはトランスペアレンシーと呼ばれ、バックライトで直接見るのが普通だが、カバーガラスに挟んだり、小さな枠に取り付けて映写機に使うこともあり、その場合は一般にスライドと呼ばれた。家庭用の小型映画フィルムも独自のオリジナルポジであったが、同じポジを何枚も作らなければならない劇場用映画への使用を容易にするため、35ミリ版のネガポジ2段式が導入された。
レゾーは投影時に、白色投影光をフィルターにかけ、スクリーンに届く色を記録されたシーンに対応させる役割を果たす。例えば、赤の強い被写体は、赤のフィルターエレメントの後ろに透明な部分があり、緑と青のエレメントの後ろに不透明な部分があるように表現される。同じ原理で、緑や青の強い被写体も表現される。彩度の低い色や、オレンジ、黄色、紫などの非原色、ニュートラルなグレーや白などは、個々の素子が小さく間隔が狭いため、赤、緑、青の光の割合が視聴者の目の中で混ざり合い、再現されるのである。一般的な液晶ディスプレイも同様で、バックライト付きの白黒画像層と、赤・緑・青の細い縦縞のフィルター配列が組み合わされている。
デュフェイカラーフィルムにはモザイクカラーフィルムの2点の欠点として、「レゾーが光を吸収してしまうので、通常の明るさの画像にするには、非常に明るい照明が必要」「大きく拡大すると、個々のカラーフィルターが見えてしまう」問題があった。

## 製品開発
1926年、ルイ・デュフェイの利益はイギリスの製紙会社スパイサーズに買収され、スパイサーズは実用的なカラー映画フィルムを製造するための研究資金を提供した。1932年、ついにスパイサーズはデュフェイカラーを映画用製品として発売した。
1935年にはカラースナップ用のロールフィルムが発売され、1950年代後半に製造が中止されるまで、一部のアマチュアの間で人気を博した。コダクロームをはじめとする高機能フィルムは、一般的なスナップショットカメラで使用されるサイズでは入手できないものもあり、また、アマチュア暗室愛好家はデュフェイカラーをモノクロフィルムと同様に家庭で簡単に処理できたため、安価に入手することができた。また、業務用の中・大判カットフィルムも作られた。

## 映画での使用
1935年のラジオパレード』（1934年）の2本のカラーシーケンスと、モーリス・エルヴェイ監督の『海の息子たち』（1939年）のオールカラーである。短編映画にも使われ、例えばレン・ライは『カレイドスコープ』（1935年）、『カラーボックス』（1935年）、『ランベス・ウォークのスイング』（1940年）に使っている。GPOフィルムユニットでは、『How the Teleprinter Works』（1940年）などの短編ドキュメンタリーに使用された。また、イタリアの航空映画『The Thrill of the Skies』（1939年）の最後の数分間にもデュフェイカラーが使用された。1935年の国王ジョージ5世のシルバー・ジュビリー行列を撮影した英国ムービートーン・ニュースの映像にもデュフェイカラーが使用された。
デュフェイカラーは他のカラーフィルムに比べると安価ではあったが、白黒フィルムに比べるとまだ高価であった。映画のカラー化が進むにつれ、デュフェイカラーはスリーストリップ・テクニカラーのような技術的に優れたプロセスに取って代わられた。1977年ポラロイド社が同様の構造のフィルムを使用したインスタントカラー8ミリ映画を撮影・鑑賞できるシステム「ポラビジョン」を発表したが、商業的に失敗し1980年にカメラが、1988年にフィルムが製造中止となった。1983年には35ミリスライドフィルムのポラクロームを発売し、こちらは一定の成功を治め2000年代初頭まで生産された。